# Lancia Triota
Lancia Triota era un camión fabricado por la marca italiana Lancia Veicoli Industriali como transporte de materiales y personas según la configuración. Fue lanzada al mercado en 1921 y se comercializó hasta 1922.

## Características principales
Construido exclusivamente como base (chasis y conjunto trasmisión-motor) para camiones y autobuses, el Triota podía, sin embargo, venir carrozado por Lancia de manera opcional. El modelo montaba el motor de 4 cilindros en línea de 4.9 litros  de cilindrada ya visto en el 1Z, que desarrollaba unos 70 hp y una velocidad máxima de 70 km/h. El Triota continuaría su producción hasta 1922, especialmente destinada al ensamblaje de vehículos de carga de materiales, fabricándose 256 ejemplares en total.